# Ouessant (1936)
Ouessant (Q180) – francuski oceaniczny okręt podwodny z okresu międzywojennego i II wojny światowej, jedna z 31 jednostek typu Redoutable. Okręt został zwodowany 30 listopada 1936 roku w stoczni Arsenal de Cherbourg w Cherbourgu, a do służby w Marine nationale wszedł 1 stycznia 1939 roku. Podczas wojny jednostka pełniła służbę na Atlantyku. 18 czerwca 1940 roku „Ouessant” został samozatopiony w Breście, by uniknąć dostania się w ręce Niemców. Był najkrócej pozostającym w służbie okrętem typu Redoutable.

## Projekt i budowa
„Ouessant” zamówiony został na podstawie programu rozbudowy floty francuskiej z 1930 roku. Projekt (o sygnaturze M6 ) był ulepszeniem pierwszych powojennych francuskich oceanicznych okrętów podwodnych – typu Requin. Poprawie uległa krytykowana w poprzednim typie zbyt mała prędkość osiągana na powierzchni oraz manewrowość. Okręty typu Redoutable miały duży zasięg i silne uzbrojenie; wadą była ciasnota wnętrza, która powodowała trudności w dostępie do zapasów prowiantu i amunicji. Konstruktorem okrętów był inż. Jean-Jacques Roquebert. „Ouessant” należał do 3. serii jednostek, które otrzymały silniki Diesla o większej mocy, dzięki czemu osiągały one na powierzchni prędkość 20 węzłów .
„Ouessant” zbudowany został w stoczni Arsenal de Cherbourg w Cherbourgu (numer stoczniowy Q56) . Stępkę okrętu położono 30 stycznia 1932 roku , a zwodowany został 30 listopada 1936 roku.

## Dane taktyczno–techniczne
„Ouessant” był dużym, oceanicznym okrętem podwodnym o konstrukcji dwukadłubowej. Długość całkowita wynosiła 92,3 metra (92 metry między pionami), szerokość 8,2 metra i zanurzenie 4,7 metra. Wyporność standardowa w położeniu nawodnym wynosiła 1384 tony (normalna 1570 ton), a w zanurzeniu 2084 tony. Okręt napędzany był na powierzchni przez dwa silniki wysokoprężne Sulzer o łącznej mocy 8000 KM. Napęd podwodny zapewniały dwa silniki elektryczne o łącznej mocy 2000 KM. Dwuśrubowy układ napędowy pozwalał osiągnąć prędkość 20 węzłów na powierzchni i 10 węzłów w zanurzeniu . Zasięg wynosił 10 000 Mm przy prędkości 10 węzłów w położeniu nawodnym (lub 4000 Mm przy prędkości 17 węzłów) oraz 100 Mm przy prędkości 5 węzłów w zanurzeniu. Zbiorniki paliwa mieściły 95 ton oleju napędowego . Dopuszczalna głębokość zanurzenia wynosiła 80 metrów, a czas zanurzenia 45-50 sekund. Autonomiczność okrętu wynosiła 30 dób .
Okręt wyposażony był w siedem wyrzutni torped kalibru 550 mm: cztery na dziobie i jeden potrójny zewnętrzny aparat torpedowy. Prócz tego za kioskiem znajdował się jeden podwójny dwukalibrowy (550 lub 400 mm) aparat torpedowy . Na pokładzie było miejsce na 13 torped, w tym 11 kalibru 550 mm i dwie kalibru 400 mm . Uzbrojenie artyleryjskie stanowiło działo pokładowe kalibru 100 mm M1925 L/45 oraz zdwojone stanowisko wielkokalibrowych karabinów maszynowych Hotchkiss kalibru 13,2 mm L/76 . Jednostka wyposażona też była w hydrofony .
Załoga okrętu składała się z 4 oficerów oraz 57 podoficerów i marynarzy.

## Służba
„Ouessant” został przyjęty do służby w Marine nationale 1 stycznia 1939 roku . Jednostka otrzymała numer burtowy Q180 . W momencie wybuchu II wojny światowej okręt pełnił służbę na Atlantyku, wchodząc w skład 8. dywizjonu 4. eskadry okrętów podwodnych w Breście (wraz z siostrzanymi okrętami „Agosta”, „Bévéziers” i „Sidi Ferruch”) . Dowódcą okrętu był w tym okresie kmdr ppor. C. Lecreux . Od 14 do 22 września „Ouessant” (wraz z siostrzanymi jednostkami „Poncelet”, „Persée” i „Agosta”) patrolował obszar wokół Azorów w poszukiwaniu niemieckich łamaczy blokady . Po patrolu „Ouessant” wraz z „Agostą” udały się na Martynikę, gdzie dotarły 29 września  . W październiku jednostka nadal przebywała w rejonie Antyli, wychodząc na patrole i uczestnicząc w eskorcie konwojów . 15 grudnia w cieśninie Mona przez sektor patrolowany przez „Ouessant” przedarł się niemiecki parowiec „Nordmeer” (5671 BRT), który 9 grudnia wyszedł z Curaçao i dotarł do Vigo 5 stycznia 1940 roku .
W czerwcu 1940 roku „Ouessant” znajdował się w Breście, będąc w składzie 8. dywizjonu 4. eskadry okrętów podwodnych, a jego dowódcą był nadal kmdr ppor. C. Lecreux (okręt przechodził remont) . 18 czerwca 1940 roku znajdująca się w stoczni w Breście jednostka została samozatopiona, by uniknąć zdobycia przez zajmujących port Niemców . „Ouessant” służył najkrócej ze wszystkich okrętów typu Redoutable, bo niespełna 1,5 roku .